# マイク・ザガースキー
マイケル・ジャスティン・ザガースキー（Michael Justin Zagurski、1983年1月27日 - ）は、アメリカ合衆国・ネブラスカ州オマハ出身の元プロ野球選手（投手）。左投左打。

## 経歴

### プロ入りとフィリーズ時代

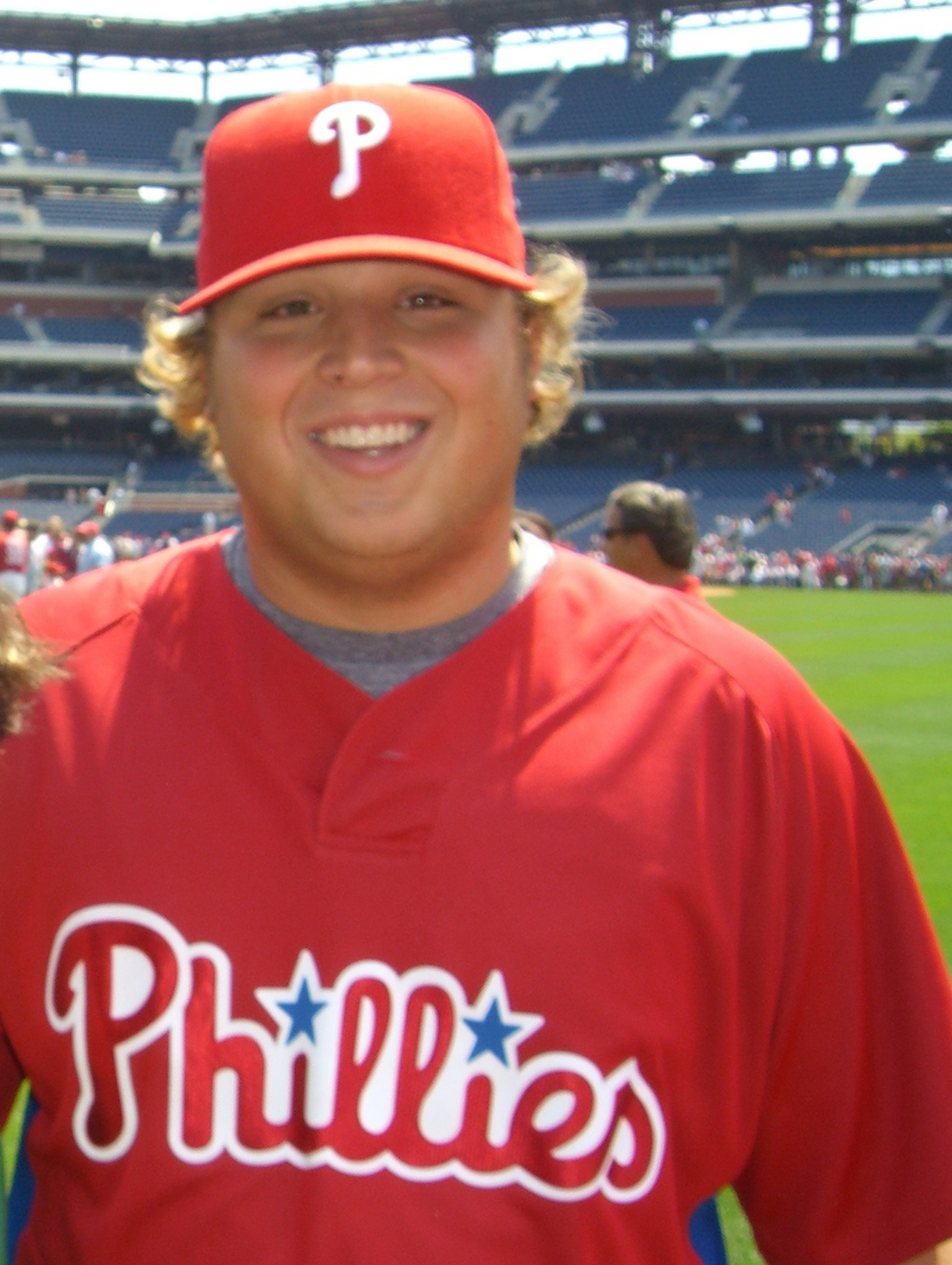
フィリーズ時代

2005年のMLBドラフト12巡目（全体367位）でフィラデルフィア・フィリーズから指名され、6月9日に契約。契約後、傘下のA-級バタビア・マックドッグスでプロデビュー。
2006年はA級レイクウッド・ブルークロウズでプレー。
2007年はA+級クリアウォーター・スレッシャーズで開幕を迎え、5月にAA級レディング・フィリーズに昇格後、5月25日にブレット・マイヤーズの故障者リスト入りに伴い、フィリーズとメジャー契約を結んだ。同日のアトランタ・ブレーブス戦で2点リードの8回から登板し、1回を三者凡退に抑えた。7月27日にマイヤーズが復帰したためAAA級オタワ・リンクスに降格したが、8月15日にアダム・イートンが故障者リスト入りしたため再び昇格した。しかし、8月19日にハムストリングの故障で15日間の故障者リスト入りし、9月1日に60日間の故障者リストへ異動した。25試合に登板して1勝0敗0セーブ・防御率5.91・21奪三振の成績を残した。
2008年3月22日にハムストリングの故障で再び15日間の故障者リスト入りした。この年はトミー・ジョン手術のためシーズンを棒に振った。
2009年はA+級クリアウォーター、AA級レディングでプレーした。
2010年はAAA級リーハイバレー・アイアンピッグスで開幕を迎え、6月22日にメジャー昇格。8試合の登板にとどまり、0勝0敗0セーブ・防御率10.29でシーズンを終えた。
2011年はAAA級リーハイバレーでプレー後、メジャーに昇格したが4試合の登板でシーズンを終えた。0勝0敗0セーブ・防御率は5.40。9月16日にDFAとなった。

### ダイヤモンドバックス時代
2011年9月23日にアダム・ワーシントンとのトレードで、アリゾナ・ダイヤモンドバックスに移籍した。
2012年4月4日に40人枠から外れ、AAA級リノ・エーシズへ降格した。4月24日にダイヤモンドバックスとメジャー契約を結んだ。8月11日にDFAとなり、13日に40人枠から外れる形でAAA級リノへ降格したが、14日に再びダイヤモンドバックスとメジャー契約を結んだ。この年は45試合登板して0勝0敗0セーブ・防御率5.54・34奪三振の成績を残した。11月1日にFAとなった。

### パイレーツ時代
2012年12月1日にピッツバーグ・パイレーツとマイナー契約を結んだ。
2013年はAAA級インディアナポリス・インディアンスで開幕を迎え、5月下旬にメジャーに昇格するも、6月15日にDFAとなり、18日に40人枠を外れる形でAAA級インディアナポリスへ降格。6月19日にFAとなった。

### ヤンキース時代
2013年6月21日にニューヨーク・ヤンキースとマイナー契約を結んだ。AAA級スクラントン・ウィルクスバリ・レイルライダースでプレーしたが、8月15日に放出された。8月18日にオークランド・アスレチックスとマイナー契約を結び、AAA級サクラメント・リバーキャッツでプレーした。9月2日に放出され、9月10日にヤンキースと1年契約に合意した。10月4日に40人枠を外れる形でAAA級スクラントン・ウィルクスバリへ配属の後、翌5日にFAとなった。

### インディアンス傘下時代
2013年11月21日にクリーブランド・インディアンスとマイナー契約を結んだ。
2014年はAAA級コロンバス・クリッパーズで開幕を迎え、16試合に登板して2勝0敗・防御率2.76・22奪三振の成績を残した。5月24日に放出された。

### ブルージェイズ傘下時代
2014年5月27日にトロント・ブルージェイズとマイナー契約を結んだ。

### 広島時代
2014年10月17日に広島東洋カープとの契約が合意に達したと発表された。背番号は58
2015年の春季キャンプでは足首を痛めて離脱し、チームでのキャンプ離脱者1号となってしまった。3月27日に一軍でNPB初登板を果たし、1回を1安打無失点に抑えた。シーズン開幕当初は左の中継ぎとして期待されていたものの、外国人枠の兼ね合いから他の外国人選手と入れ替えで二軍に降格されることが多く、一軍定着には至らなかった。シーズン終了後に球団から翌シーズンの契約を結ばないことを通達された。

### DeNA時代
2016年4月3日に横浜DeNAベイスターズと契約合意したと発表された。背番号は69
6月25日の読売ジャイアンツ戦にリリーフとして登板し、来日2年目で初勝利。12月2日、球団から来シーズンの契約を結ばないことを通達され、自由契約公示された。

### タイガース傘下時代
2017年2月8日にデトロイト・タイガースとマイナー契約を結んだ。開幕後は傘下のAA級エリー・シーウルブズとAAA級トレド・マッドヘンズでプレーしていたが、6月15日に自由契約となった。

### ブルワーズ時代
2017年12月21日にミルウォーキー・ブルワーズとマイナー契約を結んだ。
2018年は開幕を傘下のAAA級コロラドスプリングス・スカイソックスで迎え、6月28日にメジャー契約を結んでアクティブ・ロースター入りした。だが、登板した2試合で7失点、防御率63.00と打ち込まれ、7月8日にDFA、12日にマイナー契約でAAA級コロラドスプリングスへ配属された。オフの10月15日にFAとなった。

### ブルワーズ退団後
2018年12月19日にシカゴ・カブスとマイナー契約を結び、2019年のスプリングトレーニングには招待選手として参加することになった。2019年3月23日のシーズン開幕前にFAとなった。

## 選手としての特徴・人物
最速は152km/hのストレートに加え、スライダー、チェンジアップなど多彩な変化球を持つ。
愛称は「ジー」、「ザグ」。
体重100kgを超える大柄な体格だが、愛嬌のある親しみやすいキャラクターで、広島時代には女性ファンから「かわいい」と声援を掛けられることもあった。
ハイチュウが大好物。
2015年に、夫人が第一子となる長女を広島市内で出産している。
千葉ロッテマリーンズで活躍した里崎智也と風貌が似ていると言われている。

## 詳細情報

### 年度別投手成績
| 年 度    | 球 団    | 登 板 | 先 発 | 完 投 | 完 封 | 無 四 球 | 勝 利 | 敗 戦 | セ 丨 ブ | ホ 丨 ル ド | 勝 率 | 打 者 | 投 球 回 | 被 安 打 | 被 本 塁 打 | 与 四 球 | 敬 遠 | 与 死 球 | 奪 三 振 | 暴 投 | ボ 丨 ク | 失 点 | 自 責 点 | 防 御 率 | W H I P |
| -------- | -------- | ----- | ----- | ----- | ----- | -------- | ----- | ----- | -------- | ----------- | ----- | ----- | -------- | -------- | ----------- | -------- | ----- | -------- | -------- | ----- | -------- | ----- | -------- | -------- | ------- |
| 2007     | PHI      | 25    | 0     | 0     | 0     | 0        | 1     | 0     | 0        | 0           | 1.000 | 101   | 21.1     | 25       | 3           | 11       | 0     | 1        | 21       | 2     | 0        | 14    | 14       | 5.91     | 1.69    |
| 2010     | PHI      | 8     | 0     | 0     | 0     | 0        | 0     | 0     | 0        | 0           | .000  | 34    | 7.0      | 8        | 1           | 5        | 0     | 2        | 11       | 1     | 0        | 8     | 8        | 10.29    | 1.86    |
| 2011     | PHI      | 4     | 0     | 0     | 0     | 0        | 0     | 0     | 0        | 0           | .000  | 17    | 3.1      | 4        | 1           | 3        | 2     | 0        | 4        | 0     | 0        | 2     | 2        | 5.40     | 2.10    |
| 2012     | ARI      | 45    | 0     | 0     | 0     | 0        | 0     | 0     | 0        | 0           | .000  | 163   | 37.1     | 37       | 5           | 19       | 0     | 1        | 34       | 5     | 0        | 24    | 23       | 5.54     | 1.50    |
| 2013     | PIT      | 6     | 0     | 0     | 0     | 0        | 0     | 0     | 0        | 0           | .000  | 37    | 6.0      | 10       | 1           | 8        | 0     | 1        | 5        | 3     | 0        | 10    | 10       | 15.00    | 3.00    |
| 2013     | NYY      | 1     | 0     | 0     | 0     | 0        | 0     | 0     | 0        | 0           | .000  | 3     | 0.1      | 1        | 0           | 0        | 0     | 1        | 0        | 0     | 0        | 2     | 2        | 54.00    | 3.00    |
| '13計    | NYY      | 7     | 0     | 0     | 0     | 0        | 0     | 0     | 0        | 0           | .000  | 40    | 6.1      | 11       | 1           | 8        | 0     | 2        | 5        | 3     | 0        | 12    | 12       | 17.05    | 3.00    |
| 2015     | 広島     | 19    | 0     | 0     | 0     | 0        | 0     | 0     | 0        | 6           | .000  | 66    | 15       | 13       | 1           | 7        | 0     | 0        | 16       | 0     | 0        | 5     | 4        | 2.40     | 1.33    |
| 2016     | DeNA     | 32    | 0     | 0     | 0     | 0        | 3     | 1     | 0        | 3           | .750  | 151   | 32.2     | 37       | 3           | 19       | 0     | 0        | 34       | 0     | 1        | 19    | 18       | 4.96     | 1.71    |
| NPB：2年 | NPB：2年 | 51    | 0     | 0     | 0     | 0        | 3     | 1     | 0        | 9           | .750  | 217   | 47.2     | 50       | 4           | 26       | 0     | 0        | 50       | 0     | 1        | 24    | 22       | 4.15     | 1.59    |
| MLB：5年 | MLB：5年 | 89    | 0     | 0     | 0     | 0        | 1     | 0     | 0        | 0           | 1.000 | 355   | 75.1     | 85       | 11          | 46       | 2     | 6        | 75       | 11    | 0        | 60    | 59       | 7.05     | 1.74    |

- 2017年度シーズン終了時

### 記録
NPB
- 初登板：2015年3月27日、対東京ヤクルトスワローズ1回戦（MAZDA Zoom-Zoom スタジアム広島）、7回表に二番手で救援登板、1回無失点[7]
- 初ホールド：2015年4月2日、対横浜DeNAベイスターズ3回戦（横浜スタジアム）、10回裏に3番手で救援登板、1回無失点
- 初奪三振：同上、10回裏に石川雄洋から空振り三振
- 初勝利：2016年6月25日、対読売ジャイアンツ10回戦（横浜スタジアム）、7回表に4番手で救援登板、2回無失点

### 背番号
- 59（2007年、2010年 - 2011年）
- 49（2012年）
- 57（2013年 - 同年途中）
- 67（2013年途中 - 同年終了）
- 58（2015年）
- 69（2016年）
- 48（2018年）